# Tiệc trăng máu
Tiệc trăng máu (tựa tiếng Anh: Blood Moon Party) là một bộ phim điện ảnh Việt Nam thuộc thể loại tâm lý – chính kịch do Nguyễn Quang Dũng làm đạo diễn, với sự tham gia diễn xuất của các diễn viên gồm Thái Hòa, Thu Trang, Hứa Vĩ Văn, Hồng Ánh, Kiều Minh Tuấn, Kaity Nguyễn và Đức Thịnh. Được dựa trên bản làm lại của bộ phim Ý Perfect Strangers (2016), phim theo chân một nhóm bạn thân cùng hội tụ vào buổi tiệc tân gia để rồi những sự thật trần trụi của họ lần lượt được tiết lộ.
Bộ phim chính thức ra rạp vào ngày 23 tháng 10 năm 2020 và thu về 180 tỷ VND sau buổi công chiếu. Được nhiều giới chuyên môn đánh giá tích cực, bộ phim giành được một số giải thưởng lớn.

## Nội dung
Phim xoay quanh một nhóm bạn thân thiết ở độ tuổi tứ tuần cùng hội tụ vào buổi tiệc tân gia tại căn hộ penthouse sang trọng của cặp vợ chồng giàu có Nguyệt Ánh (Hồng Ánh) - Ngọc Quang (Hứa Vĩ Văn). Tại đây, cả nhóm đã tổ chức trò chơi công khai toàn bộ nội dung mà họ nhận được trên điện thoại trong thời gian bữa tiệc diễn ra. Và từ đây, các bí mật, góc tối của mỗi nhân vật dần được phơi bày.
Quang, Bình (Thái Hòa), Linh (Kiều Minh Tuấn) và Mạnh (Đức Thịnh) là nhóm bạn thân đã gắn bó hơn 30 năm. Một ngày nọ, cả nhóm được Quang mời đến dự tiệc tân gia tại căn hộ của vợ chồng anh. Bình dẫn theo vợ, quản trị một trang hâm mộ thơ, Thu Quỳnh (Thu Trang); Linh đi cùng vợ sắp cưới là bác sĩ thú y Kathy (Kaity Nguyễn); còn Mạnh đến một mình. Ánh - vợ của Quang - bày ra một trò chơi gọi là "công khai bí mật": tất cả mọi người để điện thoại lên bàn, người nào nhận được tin nhắn và cuộc gọi đến, thậm chí cả email thì đều phải chia sẻ cho những người còn lại cùng biết. Một vài người ngần ngừ, nhưng dần rồi đều chấp nhận tham gia trò chơi.
Lúc đầu, đây dường như là một trò chơi vô hại, khi mà mọi người có vẻ đều khá hiểu nhau, không có gì phải giấu. Chưa kể mọi người còn trêu đùa nhau khi chơi. Dần dần, các cuộc gọi và tin nhắn dần trở nên nhạy cảm hơn, hé lộ nhiều chuyện khó xử.
Quang tâm sự với Bình rằng anh đang nợ ngân hàng 50 tỷ đồng và căn hộ sang trọng của vợ chồng anh sắp bị siết nợ. Ba của Ánh gọi cho cô, nói rằng ông đã liên hệ một bác sĩ nổi tiếng để cô hẹn lịch làm phẫu thuật nâng ngực, đồng thời thể hiện ông vẫn coi thường Quang. Ánh không muốn Quang phẫu thuật cho mình vì sợ chồng mất cảm xúc tình dục với mình. Bình đề nghị đổi điện thoại với Mạnh vì cô bồ trên mạng của anh sắp gửi ảnh nóng cho anh, nhưng Mạnh đã từ chối. Quỳnh nói với Ánh rằng Quang đã từng đi điều trị tâm lý mà không cho Ánh biết. Một người bạn trong hội thơ gọi cho Quỳnh, làm lộ việc Quỳnh thường nói xấu Ánh với bạn bè mình.
Lát sau, sân golf Long Thành gửi tin nhắn cho Quang, Bình và Linh, ba người này lên kế hoạch đi đánh golf mà không rủ Mạnh. Bình nhân lúc Mạnh không để ý đã đổi điện thoại của hai người. Khi bồ của Bình gửi ảnh nóng đến, Mạnh đã nổi giận đập nứt màn hình điện thoại của Bình. Quỳnh nhận được thư email từ viện dưỡng lão, tiết lộ việc cô muốn đưa mẹ của Bình vào viện dưỡng lão. Bạn trai cũ của Kathy khiến Linh hiểu nhầm khi nhắn tin hỏi về quy trình mát-xa cho chó. Sau đó Ánh Dương - con gái của Quang và Ánh - gọi cho Quang, xin phép đi chơi riêng qua đêm ở Vũng Tàu với bạn trai. Mọi chuyện bắt đầu căng thẳng khi Vân - người yêu đồng tính của Mạnh - gọi đến nói Mạnh là người đồng tính, nhưng do Bình đang giữ điện thoại của Mạnh nên mọi người nghĩ Bình là người đồng tính. Quỳnh nổi giận đập vỡ ly rượu khiến cô chảy máu tay.
Một người bạn của Linh gọi đến nói về chiếc nhẫn và đôi bông tai mà Linh đặt để tặng Kathy, nhưng Kathy chỉ nhận được nhẫn mà không có bông tai (thực ra Linh đã dan díu với Ánh và tặng đôi bông tai cho cô). Chiếc điện thoại thứ hai của Linh bị lộ, cô quản lý nhà hàng của Linh gọi đến, tiết lộ việc Linh vụng trộm với cô ta và cô ta đã có thai. Một fan hâm mộ của Quỳnh nhắn tin hỏi cô đang mặc quần lót màu gì, làm Bình ghen và hai vợ chồng tranh cãi. Trước khi rời đi, Quỳnh tiết lộ rằng cô chính là người từng lái xe gây tai nạn, Bình đã nhận tội thay cô khiến anh bị tước bằng lái. Mạnh thú nhận mình là người đồng tính, nói rằng sẽ không giới thiệu Vân vì sợ ánh mắt kỳ thị của những người bạn. Mạnh và Bình đều ra về. Kathy đặt chiếc nhẫn lên bàn rồi bỏ đi, Linh đuổi theo cô. Cuối cùng chỉ còn lại vợ chồng Quang và Ánh trong căn hộ. 
Mọi người dần rời bữa tiệc, họ cư xử với nhau như chưa từng có việc gì xảy ra. Các cặp đôi vẫn có mỗi quan hệ như lúc đầu bữa tiệc. Trò chơi thực ra chưa hề diễn ra, và mọi người đều quay lại với cuộc sống và những góc tối của cá nhân mình.

## Diễn viên
- Thái Hòa trong vai Phan Bất Bình
- Thu Trang trong vai Thu Quỳnh
- Kiều Minh Tuấn trong vai Nhật Linh
- Đức Thịnh trong vai Tuấn Mạnh
- Hồng Ánh trong vai Nguyệt Ánh
- Hứa Vĩ Văn trong vai Ngọc Quang
- Kaity Nguyễn trong vai Kathy
- Việt Linh trong vai Ánh Dương
- Lê Thiện trong vai Mẹ của Bình
- David Phạm trong vai Thanh Vân
- Hữu Châu lồng tiếng cho Ba của Ánh
- Hoài Linh lồng tiếng cho Ba của Mạnh
- Đàm Vĩnh Hưng lồng tiếng cho Vinh Béo
- Mỹ Tâm lồng tiếng cho "Hồ Xuân Hương"
- Ninh Dương Lan Ngọc lồng tiếng cho Ngọc Trinh
- Ngô Kiến Huy lồng tiếng cho Thanh Vân
- Trúc Nhân lồng tiếng cho Đình Phong
- Trung Anh 1977 Vlog lồng tiếng cho "Hàn Mặc Tử"

## Nhạc phim
Ca khúc Sự thật vỡ đôi được Huy Tuấn sáng tác và thể hiện bởi Bùi Lan Hương và Đạt G.

## Giải thưởng và đề cử
| Năm  | Giải thưởng                                         | Hạng mục                                   | Đề cử cho          | Kết quả   | Chú thích |
| ---- | --------------------------------------------------- | ------------------------------------------ | ------------------ | --------- | --------- |
| 2021 | Giải thưởng Ngôi Sao Xanh 2020                      | Phim điện ảnh xuất sắc nhất                | Tiệc trăng máu     | Đề cử     | [ 2 ]     |
| 2021 | Giải thưởng Ngôi Sao Xanh 2020                      | Đạo diễn điện ảnh xuất sắc nhất            | Nguyễn Quang Dũng  | Đoạt giải | [ 2 ]     |
| 2021 | Giải thưởng Ngôi Sao Xanh 2020                      | Nam diễn viên chính điện ảnh xuất sắc nhất | Kiều Minh Tuấn     | Đoạt giải | [ 2 ]     |
| 2021 | Giải thưởng Ngôi Sao Xanh 2020                      | Nam diễn viên chính điện ảnh xuất sắc nhất | Thái Hòa           | Đề cử     | [ 2 ]     |
| 2021 | Giải thưởng Ngôi Sao Xanh 2020                      | Nam diễn viên chính điện ảnh xuất sắc nhất | Đức Thịnh          | Đề cử     | [ 2 ]     |
| 2021 | Giải thưởng Ngôi Sao Xanh 2020                      | Nam diễn viên chính điện ảnh xuất sắc nhất | Hứa Vĩ Văn         | Đề cử     | [ 2 ]     |
| 2021 | Giải thưởng Ngôi Sao Xanh 2020                      | Nam diễn viên điện ảnh được yêu thích nhất | Kiều Minh Tuấn     | Đề cử     | [ 2 ]     |
| 2021 | Giải thưởng Ngôi Sao Xanh 2020                      | Nam diễn viên điện ảnh được yêu thích nhất | Thái Hòa           | Đề cử     | [ 2 ]     |
| 2021 | Giải thưởng Ngôi Sao Xanh 2020                      | Nam diễn viên điện ảnh được yêu thích nhất | Đức Thịnh          | Đề cử     | [ 2 ]     |
| 2021 | Giải thưởng Ngôi Sao Xanh 2020                      | Nam diễn viên điện ảnh được yêu thích nhất | Hứa Vĩ Văn         | Đề cử     | [ 2 ]     |
| 2021 | Giải thưởng Ngôi Sao Xanh 2020                      | Nữ diễn viên chính điện ảnh xuất sắc nhất  | Thu Trang          | Đề cử     | [ 2 ]     |
| 2021 | Giải thưởng Ngôi Sao Xanh 2020                      | Nữ diễn viên chính điện ảnh xuất sắc nhất  | Kaity Nguyễn       | Đề cử     | [ 2 ]     |
| 2021 | Giải thưởng Ngôi Sao Xanh 2020                      | Nữ diễn viên điện ảnh được yêu thích nhất  | Thu Trang          | Đề cử     | [ 2 ]     |
| 2021 | Giải thưởng Ngôi Sao Xanh 2020                      | Nữ diễn viên điện ảnh được yêu thích nhất  | Kaity Nguyễn       | Đề cử     | [ 2 ]     |
| 2021 | Giải thưởng Ngôi Sao Xanh 2020                      | Sáng tạo xuất sắc                          | Trần Hữu Tuấn Bách | Đề cử     | [ 2 ]     |
| 2021 | Giải thưởng Hội Điện ảnh Thành phố Hồ Chí Minh 2020 | Giải B                                     | Tiệc trăng máu     | Đoạt giải | [ 3 ]     |
| 2021 | Giải thưởng Hội Điện ảnh Thành phố Hồ Chí Minh 2020 | Nam diễn viên phim điện ảnh xuất sắc nhất  | Hứa Vĩ Văn         | Đoạt giải | [ 3 ]     |
| 2021 | WeChoice Awards 2020                                | Phim điện ảnh của năm                      | Tiệc trăng máu     | Đoạt giải | [ 4 ]     |
| 2021 | Ngôi sao của năm 2020                               | Nữ ngôi sao phim ảnh                       | Thu Trang          | Đề cử     | [ 5 ]     |
| 2021 | Liên hoan phim Việt Nam lần thứ 22                  | Giải Bông Sen cho phim truyện điện ảnh     | Tiệc trăng máu     | Đề cử     |           |
| 2021 | Liên hoan phim Việt Nam lần thứ 22                  | Giải Bông Sen cho đạo diễn xuất sắc        | Nguyễn Quang Dũng  | Đề cử     |           |